# 釋利薩多跋摩
釋利薩多跋摩（又簡稱薩多跋摩，占名：Satyavarman），占婆第五王朝（當時稱「環王國」）第二位君主。釋利薩多跋摩在位期間，曾受馬來、爪哇海盜的侵寇，並予以打擊。在內政上，釋利薩多跋摩大興土木，建造神祠和宏偉宮室。

## 生平及治國
釋利薩多跋摩為占婆第五王朝首位君主畢底邠陀羅跋摩（Prithivindravarman）之甥。畢底邠陀羅跋摩去世後，便由釋利薩多跋摩繼承王位。
其在位期間，來自馬來、爪哇的海盜對今日越南地區的侵寇日盛，占婆亦受到其入侵壓力。774年，海盜入侵古笪（Kauthara，今越南芽莊），占婆碑誌「衙莊之浦那竭羅碑」記載了當時的危急情景：「其人產于異地，黑瘦兇暴如鬼，所食諸物，惡逾死屍。賊以舟來掠釋利商菩神祠，取諸神物飾品、金銀、寶石、瓶盎、金笏、白傘、拂蠅、金瓶諸物以去。神居既空，以火焚之。」占婆政府對此旋即作出反應，加以打擊：「薩多跋摩王聞耗，以舟載諸兵將逐擊之海上；神面暨諸寶物，與賊舟共沈，王甚痛惜。」雖然損失無法全部挽回，不過海盜總算被擊退。
此後，釋利薩多跋摩便重建釋利商菩神祠。該神祠本以本建成，此次重建改為用石。從774年起動工，耗時十年，至784年落成（此神祠在其後得到歷代君主加建）。除建神祠外，釋利薩多跋摩又於賓童龍（第五王朝首位君主畢底邠陀羅跋摩原為當地諸侯大族）興修居所，規模壯麗。
釋利薩多跋摩在位不久便逝世，王位由其弟因陀羅跋摩一世（Indravarman I）繼承。